# Concurso Internacional de Tenis - San Sebastián
Il Concurso Internacional de Tenis - San Sebastián è stato un torneo professionistico di tennis maschile giocato sulla terra rossa, che faceva parte dell'ATP Challenger Tour. Si è giocato al Real Club de Tenis a San Sebastián in Spagna dal 2008 al 2011.

## Albo d'oro

### Singolare
| Anno | Campione                 | Finalista             | Score    |
| ---- | ------------------------ | --------------------- | -------- |
| 2008 | Pablo Andújar            | Rubén Ramírez Hidalgo | 6–4, 6–1 |
| 2009 | Thiemo de Bakker         | Filip Krajinović      | 6–2, 6–3 |
| 2010 | Albert Ramos Viñolas (2) | Benoît Paire          | 6–4, 6–2 |
| 2011 | Albert Ramos Viñolas (1) | Pere Riba             | 6–1, 6–2 |

### Doppio
| Anno | Campione                               | Finalista                                          | Score               |
| ---- | -------------------------------------- | -------------------------------------------------- | ------------------- |
| 2008 | Marc López Gabriel Trujillo Soler      | Rubén Ramírez Hidalgo José Antonio Sánchez de Luna | 6(3)–7, 6–3, [10–6] |
| 2009 | Jonathan Eysseric Romain Jouan         | Pedro Clar Rosselló Albert Ramos Viñolas           | 7–5, 6–3            |
| 2010 | Rubén Ramírez Hidalgo Santiago Ventura | Brian Battistone Andreas Siljeström                | 6–4, 7–6(3)         |
| 2011 | Stefano Ianni Simone Vagnozzi          | Daniel Gimeno Traver Israel Sevilla                | 6–3, 6–4            |